# Щ-203
| Щ-203                      | Щ-203                                                       | Щ-203                                                       |
| -------------------------- | ----------------------------------------------------------- | ----------------------------------------------------------- |
|                            |                                                             |                                                             |
|                            |                                                             |                                                             |
|                            |                                                             |                                                             |
| Верф                       | № 189, Ленінград                                            | № 189, Ленінград                                            |
| Під прапором               | СРСР                                                        | СРСР                                                        |
| Належність                 | Військово-морський флот СРСР                                | Військово-морський флот СРСР                                |
| Спуск на воду              | 29 травня 1934                                              | 29 травня 1934                                              |
| Виведений зі складу флоту  | 21 вересня 1943                                             | 21 вересня 1943                                             |
| Проєкт                     |                                                             |                                                             |
| Основні характеристики     |                                                             |                                                             |
| Швидкість (надводна)       | 11,88 вузлів                                                | 11,88 вузлів                                                |
| Швидкість (підводна)       | 7,47 вузлів                                                 | 7,47 вузлів                                                 |
| Гранична глибина занурення | 90 метрів                                                   | 90 метрів                                                   |
| Екіпаж                     | 40 чоловік                                                  | 40 чоловік                                                  |
| Розміри                    |                                                             |                                                             |
| Довжина найбільша (по КВЛ) | 58,8 метрів                                                 | 58,8 метрів                                                 |
| Ширина корпусу найб.       | 6,2 метрів                                                  | 6,2 метрів                                                  |
| Середня осадка (по КВЛ)    | 4,3 метра                                                   | 4,3 метра                                                   |
| Водотоннажність надводна   | 607,2 тонн                                                  | 607,2 тонн                                                  |
| Озброєння                  |                                                             |                                                             |
| Артилерія                  | 2 45-мм гармати                                             | 2 45-мм гармати                                             |
| Торпедно- мінне озброєння  | 4 носових + 2 кормових 533-мм торпедних апарати (10 торпед) | 4 носових + 2 кормових 533-мм торпедних апарати (10 торпед) |

Підводний човен Щ-203 (до 15 вересня 1934 року — Камбала) — радянський дизель-електричний торпедний підводний човен Чорноморського флоту СРСР серії V-біс проєкту «Щука».

## Будівництво
Човен закладений 10 березня 1933 на заводі № 189 (Балтійський завод) в Ленінграді під стапельним номером 228. У 1933 році підводний човен секціями по залізниці перевезений до Миколаєва на завод № 200 (ім. 61 комунара), де був перезакладений і 29 травня 1934 року під будівельним номером 1028 був спущений на воду. 4 вересня 1935 року «Щ-203» став до ладу, і 29 грудня) 1935 року під командуванням Лавинського Михайла Миколайовича корабель увійшов до складу Чорноморського флоту.

## Служба в радянсько-німецьку війну
Початок радянсько-німецької війни човен зустрів під командуванням капітана III рангу Немчинова Володимира Вікентійовича, який командував «Щ-203» з жовтня 1939 року, у складі Окремого навчального дивізіону ПЧ ЧФ в плановому ремонті в Севастополі.
1 липня 1941 року ремонт був закінчений; підводний човен перейшов до місця свого постійного базування в Новоросійськ і вже 16 липня вийшов у свій перший бойовий похід. До кінця листопада «Щ-203» чотири рази виходив в море для несення дозору в районі південно-західніше Новоросійська, південніше Керченської протоки і для розвідки в районі Феодосії. У грудні «Щ-203» був залучений до участі в Керченсько-Феодосійській десантній операції.
До червня 1942 року човен виконував спецзавдання — 26 січня служив плавучим маяком для кораблів, що висаджували десант в Судаку. Надалі «Щ-203», продовжуючи діяти в Феодосійській затоці, проводив навігаційне забезпечення кораблів і вів розвідку узбережжя, неодноразово попадав під артобстріл і авіанальоти противника.
У середині червня «Щ-203» залучають до забезпечення захисників обложеного Севастополя. За два транспортних рейси підводний човен доставив до Криму 66 тонн боєприпасів, 30 тонн бензину і 7 чоловік. (За іншими даними в Севастополь перевезено 52 тонни боєприпасів, 8 тонн продовольства і 30 тонн бензину, евакуйовано на Кавказ 85 осіб).
28 серпня підводний човен встав на капремонт, який тривав до кінця березня 1943 року. Після вступу до ладу «Щ-203» діяв на комунікаціях противника біля північного виходу з Босфору і біля південного берега Криму.
20 серпня 1943 року «Щ-203» в останній раз покинув базу. Назад він не повернувся. Підводному човні належало діяти біля мису Тарханкут. «Щ-203» став жертвою торпед італійського надмалого ПЧ «СВ-4» у ніч на 26 серпня в районі мису Урету в точці з координатами 45°11′42″ пн. ш. 32°46′36″ сх. д. / 45.19500° пн. ш. 32.77667° сх. д..

## Виявлення і підняття

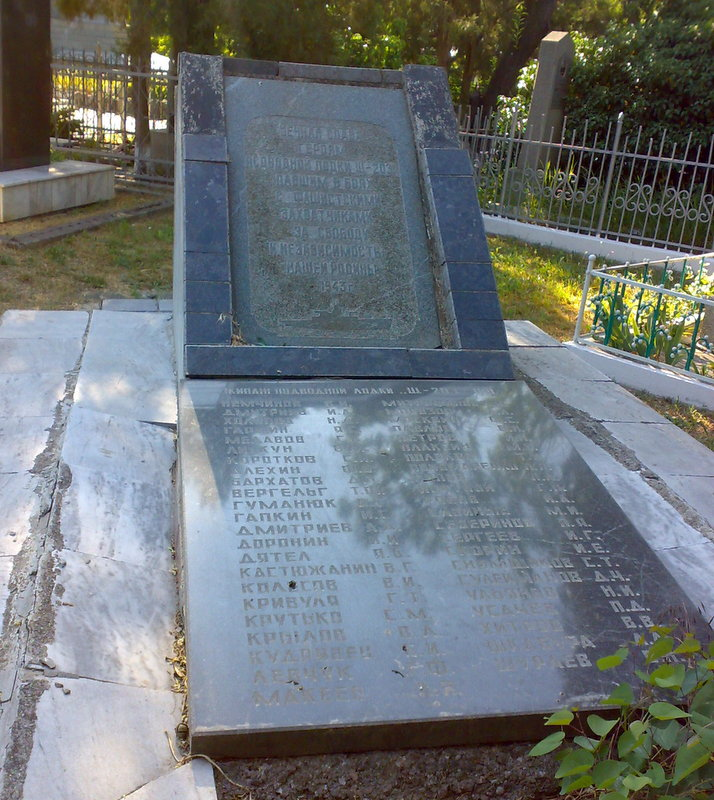
Братська могила моряків ПЧ Щ-203

В кінці 1949 року «Щ-203» був випадково виявлений на дні на глибині 72 метрів і обстежений водолазами. В ході огляду з'ясувалося, що в районі II—III відсіків субмарини корпус перебитий надвоє сильним вибухом, при цьому носова частина загнута по відношенню до діаметральної площини вправо на 70°, а в торпедних апаратах № 1 і № 4 відсутні торпеди.
У 1950 році кормова частина підводного човна була піднята, і після ретельного обстеження спеціальною комісією здана на злам. Останки знайдених при цьому членів екіпажу були поховані на цвинтарі Комунарів у Севастополі.
Разом з «Щ-203» загинули 45 людей. Весь екіпаж підводного човна в 1944 році був посмертно відзначений орденами Вітчизняної війни I і II ступеня.